# سایوز تی‌ام‌ای-۷ام
سایوز-تی‌ام‌ای-۷ام (به روسی: Союз )(به معنای اتحاد) یک مأموریت سرنشین دار سازمان ملی فضانوردی روسیه به سمت ایستگاه فضایی بین‌المللی محسوب می‌شود.

همچنین فضاپیمای این مأموریت وظیفه ارسال و بازگرداندن تعدادی از فضانوردان گروه اعزامی ۳۴ و گروه اعزامی ۳۵ را نیز بر عهده داشت.

## خدمه مأموریت
| نام             | ملیت                | تعداد پرواز | نقش عملیاتی | تصویر |
| رومن روماننکو   | روسیه               | ۲           | فرمانده     |       |
| کریس هدفیلد     | کانادا              | ۳           | مهندس پرواز |       |
| توماس مارش بورن | ایالات متحده آمریکا | ۲           | مهندس پرواز |       |

## نگارخانه

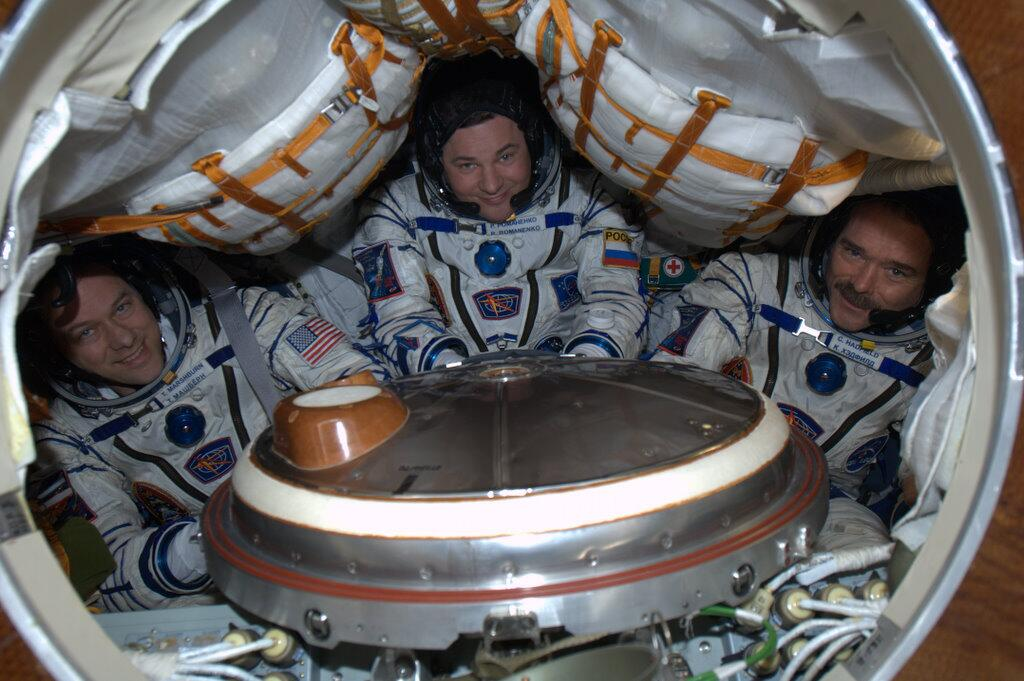
فضانوردان اصلی تی‌ام‌ای-۷ام
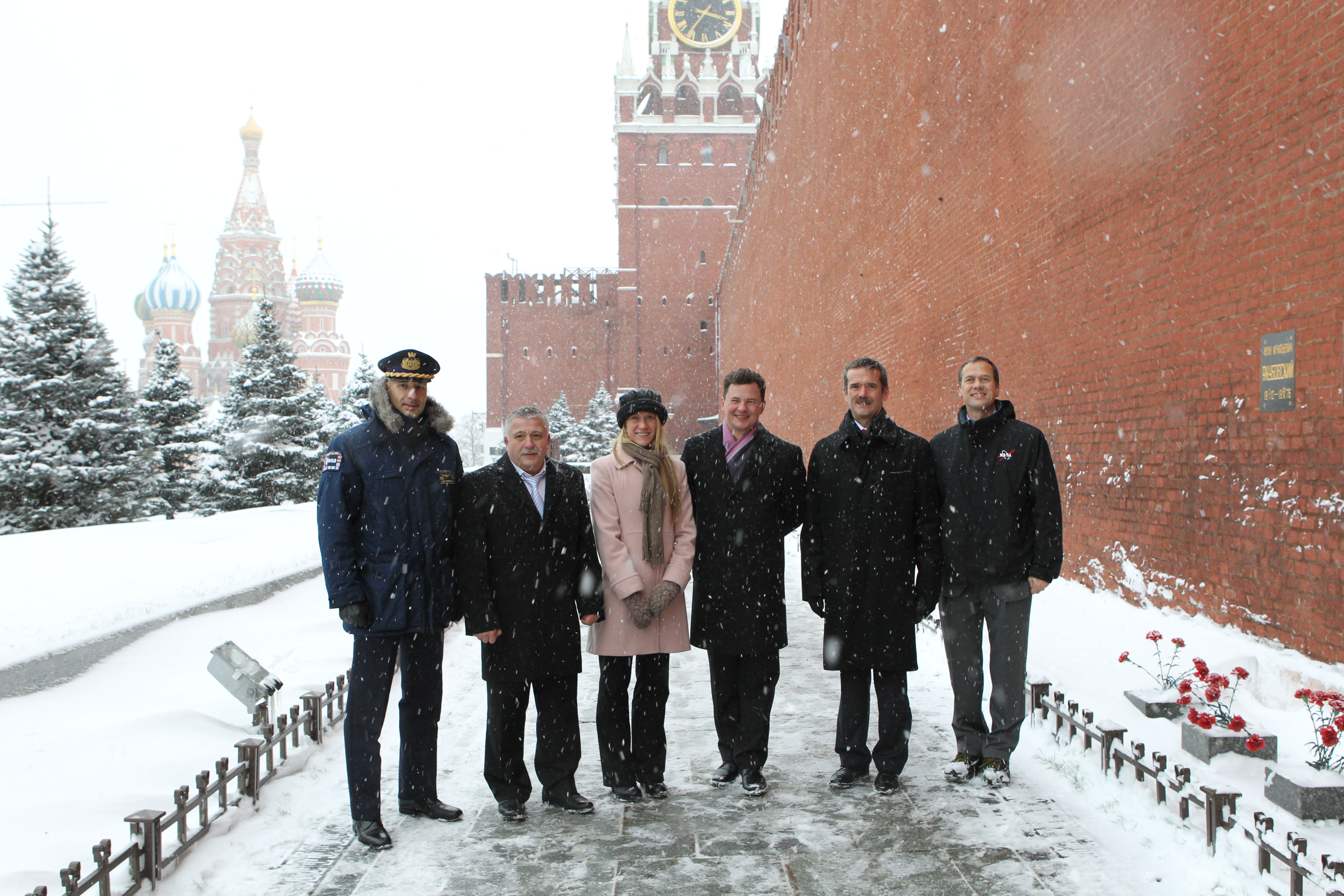
فضانوردان اصلی و پشتیبان تی‌ام‌ای-۷ام
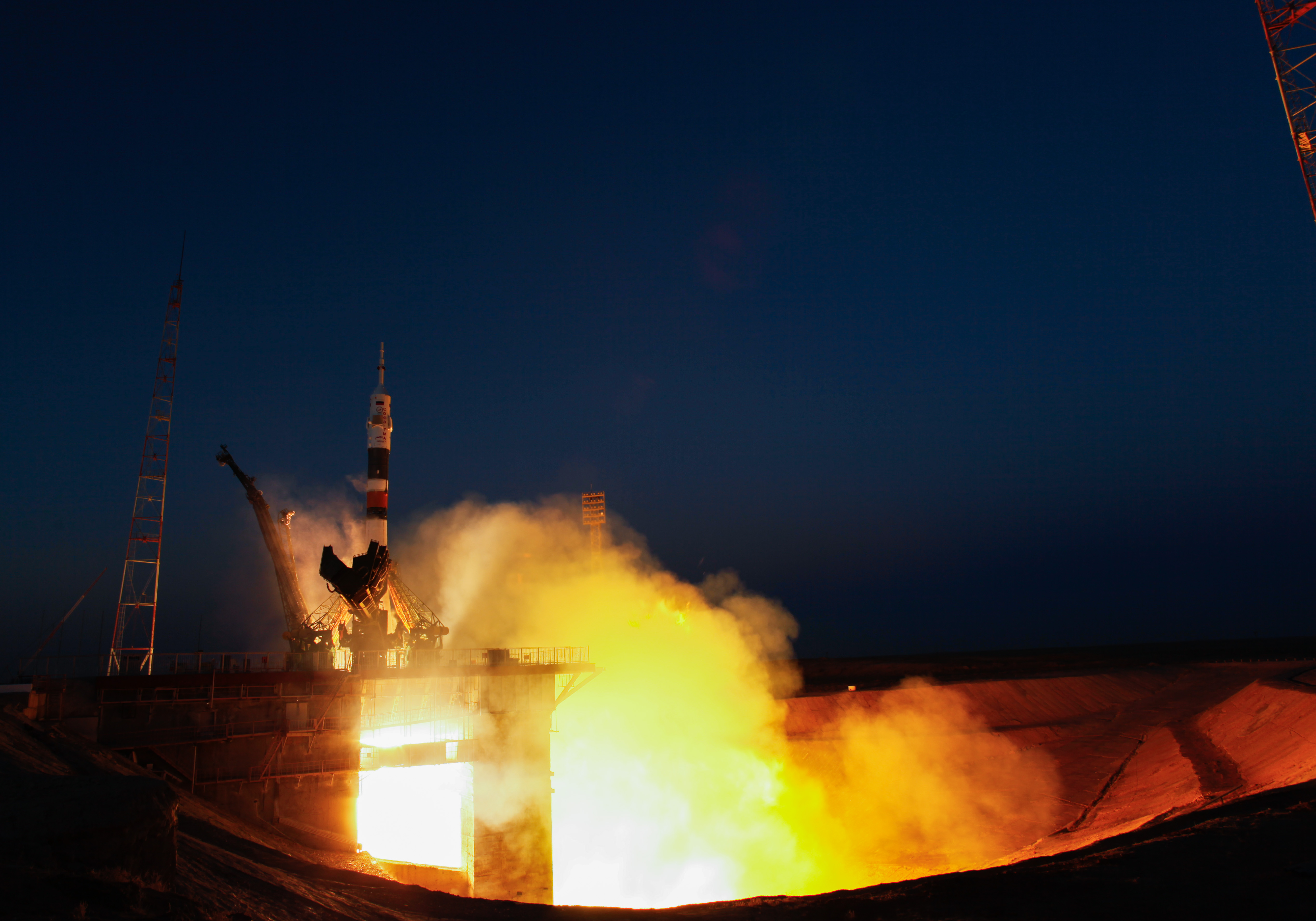
پرتاب تی‌ام‌ای-۷ام
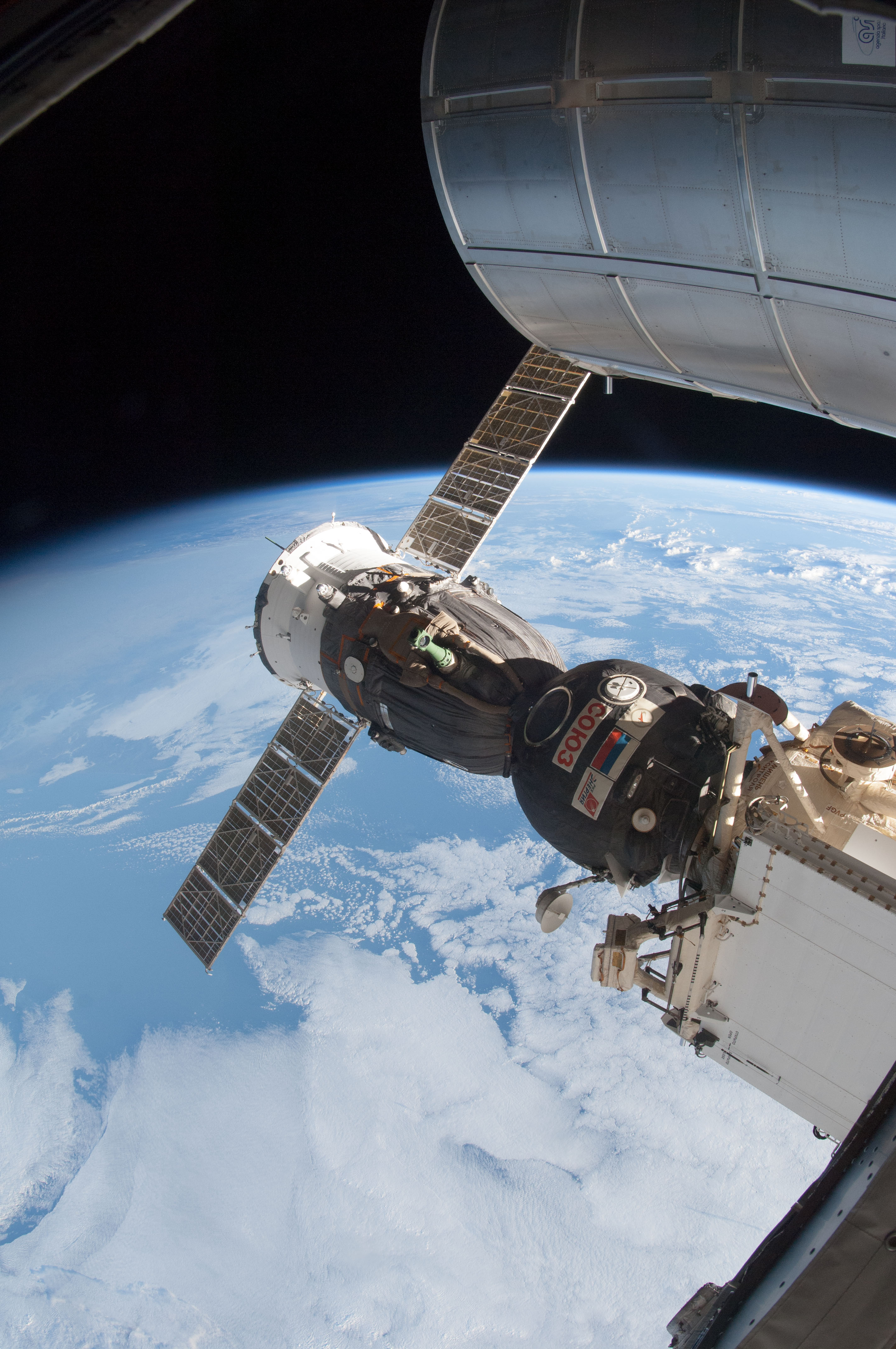
تی‌ام‌ای-۷ام متصل به ایستگاه
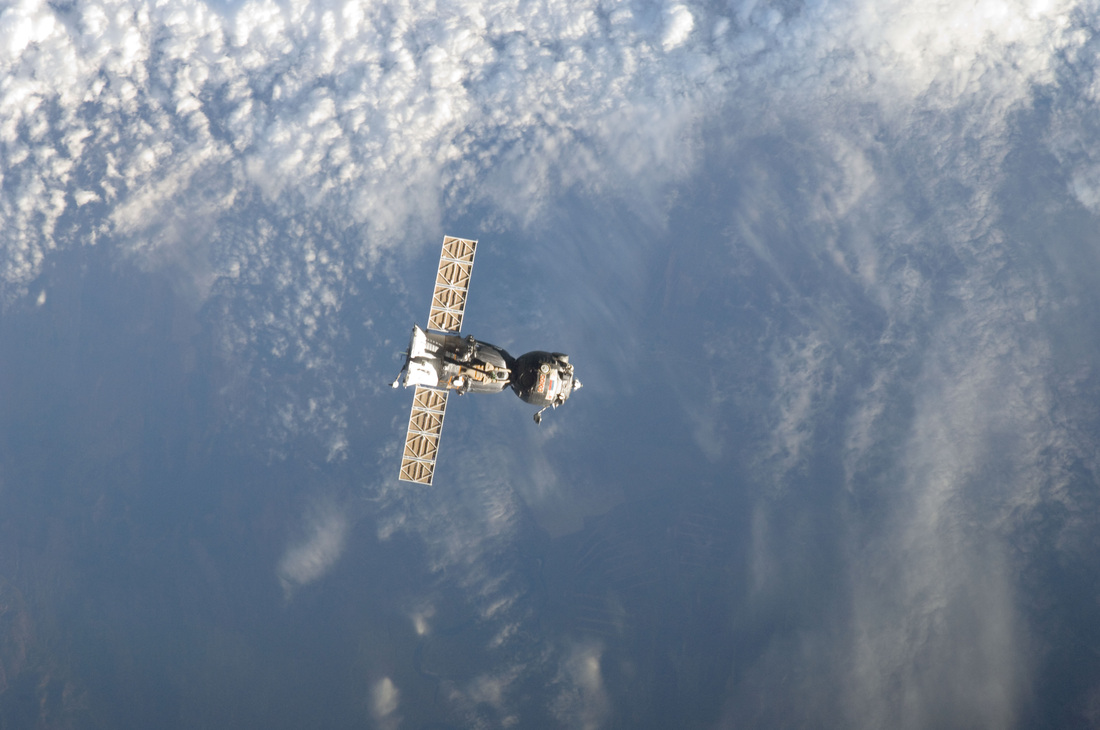
تی‌ام‌ای-۷ام در راه بازگشت به زمین
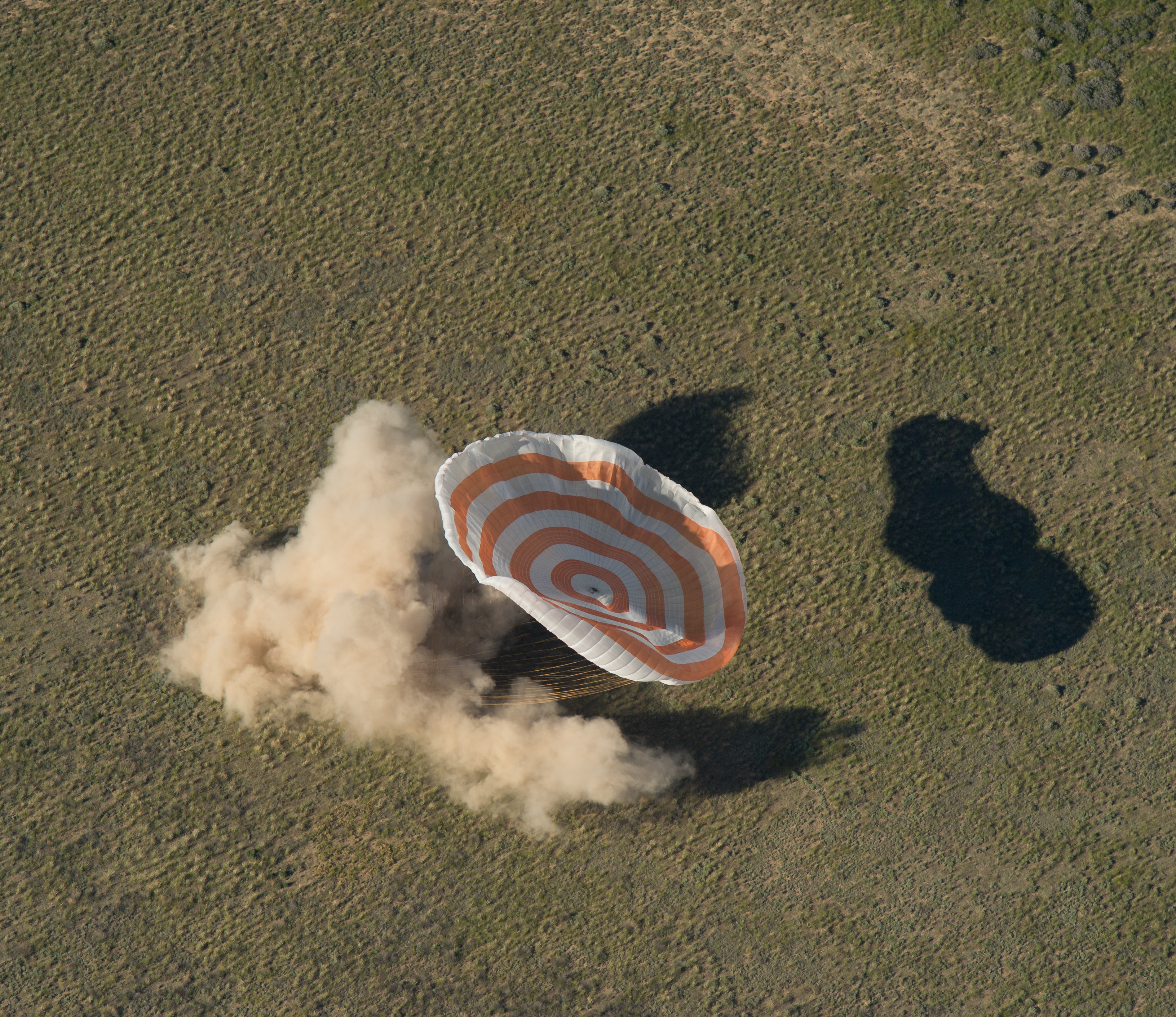
فرود تی‌ام‌ای-۷ام
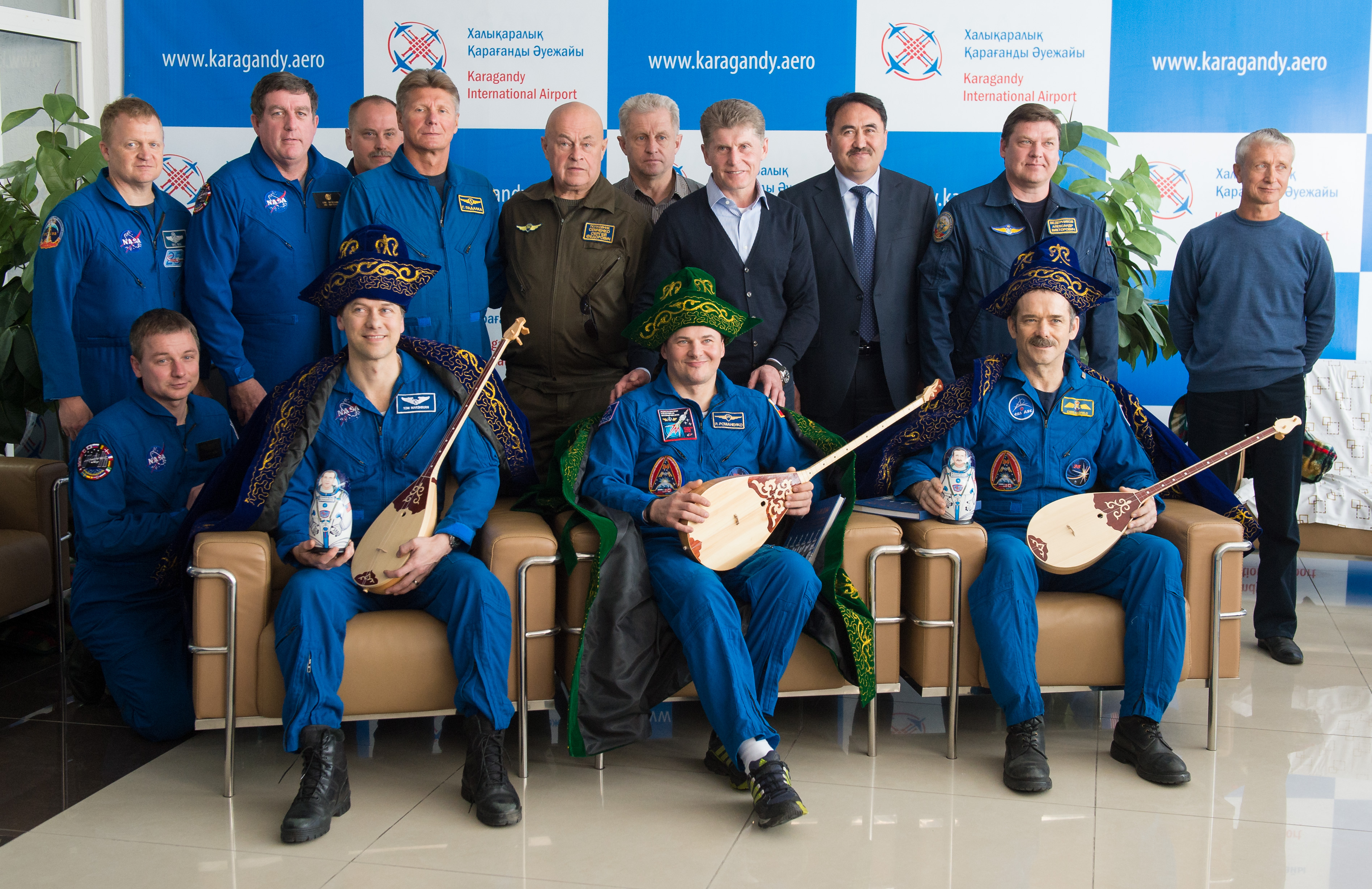
فضانوردان تی‌ام‌ای-۷ام پس از فرود